# کلات(زرآباد)
کلات، روستایی از  بخش مرکزی شهرستان زرآباد  در استان سیستان و بلوچستان ایران است.

## جمعیت
کلات در سرشماری سال2006 ۱۹۲ نفر جمعیت در 48 خانواده دارد.